# Virtual Iron
Virtual Iron — программная платформа виртуализации на основе гипервизора Xen, выпускавшаяся одноимённой компанией. С 2009 года права на продукт принадлежат корпорации Oracle, с июня 2009 года продукт не развивается и не поставляется заказчикам.

## Платформа
Virtual Iron позволяет на серверах с процессорами типа x86-64 запускать гостевые 32- и 64-разрядные операционные системы без модификаций, с производительностью, близкой к оригинальной. Управляющее программное обеспечение предоставляет средства для управления, автоматизации и мониторинга виртуальных ресурсов. Поддерживается автоматизированное развёртывание виртуальной инфраструктуры с использованием технологии загрузки по сети (PXE). В основе Virtual Iron лежит стороннее открытое программное обеспечение, в частности, гипервизор Xen. Используется для консолидации серверов, обеспечения непрерывности бизнеса и управления загрузкой серверных мощностей.
Платформа Virtual Iron состоит из управляющего программного обеспечения, серверов виртуализации и гипервизора. Управляющее программное обеспечение — менеджер виртуализации — это Java-программа, обеспечивающая централизованное управление как физическими, так и виртуальными серверами. Каждый физический сервер может содержать несколько виртуальных серверов, на которых запускаются немодифицированные операционные системы.

## Встроенная виртуализация
Принципиальным отличием[уточнить] Virtual Iron является использование встроенной (аппаратно-поддерживаемой) виртуализации, а не паравиртуализации.
Встроенная виртуализация — сравнительно новый подход, основанный на использовании аппаратно-поддерживаемых возможностей виртуализации. Это даёт возможность клиентам запускать любые версии операционных систем и использовать различные варианты рабочих сред. Фактически это реализация функций полной виртуализации на аппаратном уровне.
Virtual Iron использует именно встроенную виртуализацию, что дает возможность обеспечить производительность и масштабирование промышленного уровня для виртуализации операционных систем без модификаций.

## Компания
Virtual Iron Software — американская компания, разработчик платформы Virtual Iron. В мае 2009 года поглощена Oracle. Штаб-квартира располагалась в Лоуэлле (Массачусетс), США. Отмечается как одна из первых компаний, предлагавших программное обеспечение для виртуализации, полностью поддерживающее аппаратную виртуализацию, встроенную в процессоры с технологиями Intel-VT и AMD-V.